# Stefan Czyżewski
Stefan Czyżewski (ur. 3 kwietnia 1930 w Bydgoszczy, zm. 10 lutego 1981 w Poznaniu) – polski aktor teatralny i filmowy.

## Życiorys
Ukończył kurs reżyserski dla teatrów ochotniczych w Poznaniu, a następnie Wydział Aktorski Państwowej Wyższej Szkoły Teatralnej w Łodzi (1957). W kolejnych latach był aktorem teatrów: Satyry w Łodzi (1957–1958), Polskiego w Poznaniu (1958–1959, 1971–1976), im. Juliusza Słowackiego w Krakowie (1959–1960), Wybrzeże w Gdańsku (1960–1961), Ziemi Lubuskiej w Zielonej Górze (1961–1962), im. Wojciecha Bogusławskiego w Kaliszu (1963–1963), Ziemi Opolskiej w Opolu (1963–1964), Polskiego w Bydgoszczy (1965–1971) oraz Nowego w Poznaniu (1971–1976).
Wystąpił również w sześciu spektaklach Teatru Telewizji oraz jedenastu audycjach Teatru Polskiego Radia.
Został pochowany na poznańskim Cmentarzu Miłostowo.

## Filmografia
- Miejsce dla jednego (1965) – inżynier
- Karino (1974) – doktor Frankowski
- Zdjęcia próbne (1976) – współlokator Pawła w hotelu
- Kruk (1976) – mieszczanin Melchior
- Karino (1976) – doktor Frankowski
- Akcja pod Arsenałem (1977) – lekarz
- Amator (1979) – dyrektor fabryki

Źródło: Filmpolski.pl.

## Odznaczenia i nagrody
- 1967: IX FTPP w Toruniu – nagroda „Ilustrowanego Kuriera Polskiego” za rolę Tajniaka w Mocnym uderzeniu Teda Willisa
- 1975: Odznaka „Zasłużony Działacz Kultury”[1]
- 1975: Odznaka honorowa „Za Zasługi w Rozwoju Województwa Poznańskiego”[1]
- 1981: XIX Kaliskie Spotkania Teatralne – nagroda za rolę Pobiednosikowa Drugiego w przedstawieniu Łaźnia Włodzimierza Majakowskiego